# Самокиши
Само́киши (до 1948 года Караджана́й; укр. Самокишi, крымскотат. Qara Canay, Къара Джанай) — исчезнувшее село в Красноперекопском районе Республики Крым, располагавшееся на севере района, на Перекопском перешейке у берега Сиваша, примерно в 3,5 километрах к северу от современного села Филатовка.

### Динамика численности населения
| - 1805 год — 185 чел. - 1864 год — 39 чел. - 1886 год — 64 чел. - 1889 год — 65 чел. | - 1892 год — 40 чел. - 1900 год — 42 чел. - 1915 год — 42/26 чел. - 1926 год — 98 чел. |

## История
В самом раннем доступном документе — Камеральном Описании Крыма… 1784 года ни одно из окружающих Армянск сёл не записано, указано, что в Перекопском кадылыке… деревень не состоит…. После присоединения Крыма к России (8) 19 апреля 1783 года, (8) 19 февраля 1784 года, именным указом Екатерины II сенату, на территории бывшего Крымского Ханства была образована Таврическая область и деревня была приписана к Перекопскому уезду. После Павловских реформ, с 1796 по 1802 год, входила в Перекопский уезд Новороссийской губернии. По новому административному делению, после создания 8 (20) октября 1802 года Таврической губернии, Караджанай был включён в состав Бустерчинской волости Перекопского уезда.
По Ведомости о всех селениях, в Перекопском уезде состоящих с показанием в которой волости сколько числом дворов и душ… от 21 октября 1805 года в деревне Караджанай числилось 34 двора, 165 крымских татар, 17 цыган и 3 ясыров. На военно-топографической карте генерал-майора Мухина 1817 года деревня Карачаей обозначена с 20 дворами. После реформы волостного деления 1829 года деревню, согласно «Ведомости о казённых волостях Таврической губернии 1829 года» переподчинили Ишуньской волости, переименованной из Бустерчинской. На карте 1842 года Караджанай обозначен с 46 дворами.
В 1860-х годах, после земской реформы Александра II, деревня осталась в Ишуньской волости. В «Списке населённых мест Таврической губернии по сведениям 1864 года», составленном по результатам VIII ревизии 1864 года, Караджанай — казённая татарская деревня, с 6 дворами, 39 жителями и мечетью при колодцахъ. По обследованиям профессора А. Н. Козловского начала 1860-х годов, вода в колодцах деревни была солоноватая, «в достаточном количестве», а их глубина колебалась от 2,5 до 5 саженей (от 5 до 10 м). На трехверстовой карте Шуберта 1865—1876 года в деревне Караджанай обозначено 20 дворов. На 1886 год в деревне, согласно справочнику «Волости и важнѣйшія селенія Европейской Россіи», проживало 64 человека в 11 домохозяйствах, действовала мечеть. По «Памятной книге Таврической губернии 1889 года», по результатам Х ревизии 1887 года, в деревне Караджанай числилось 16 дворов и 65 жителей.

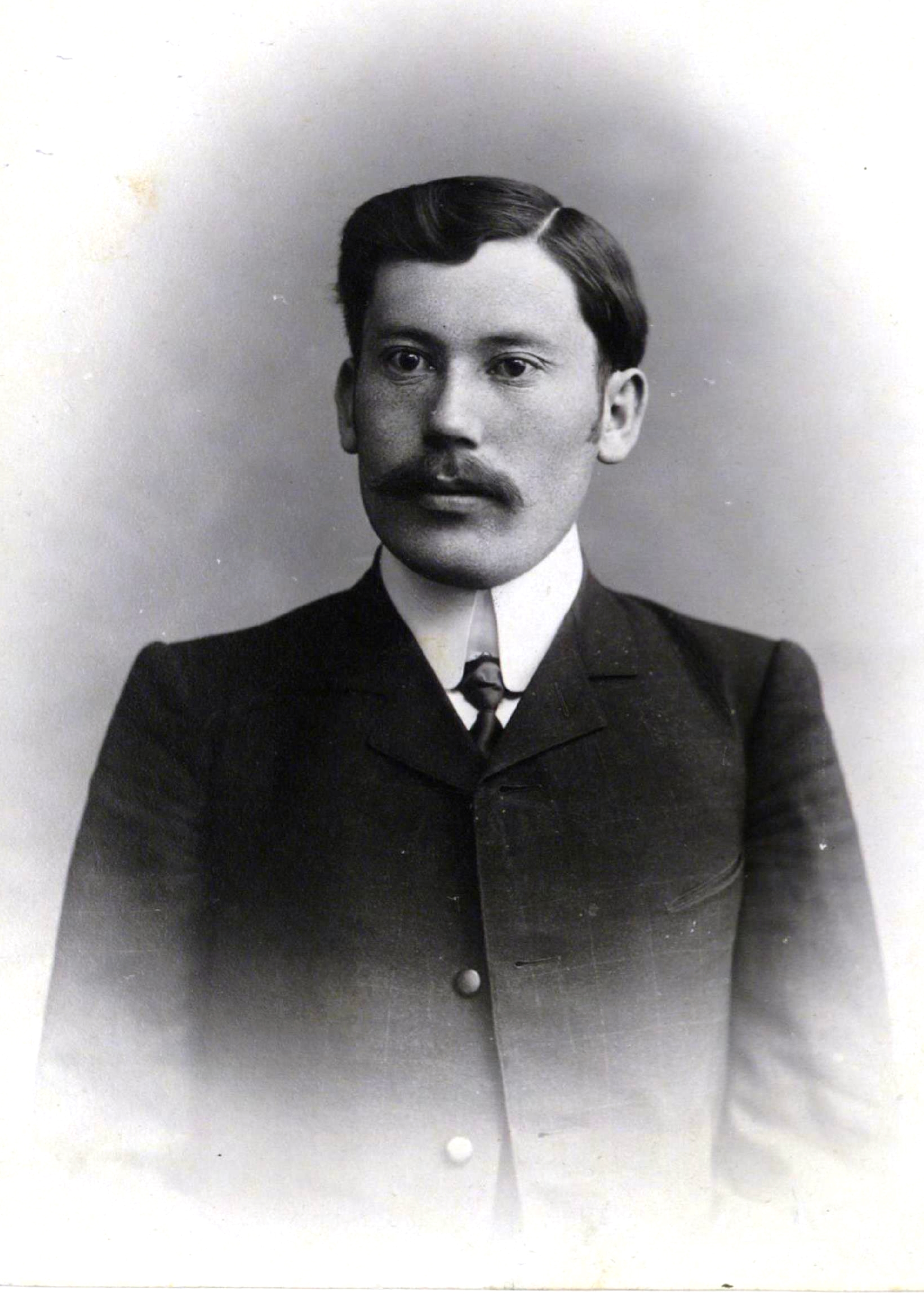
Уроженец Караджаная Решид Медиевич Медиев, депутат Государственной Думы

После земской реформы 1890 года Караджанай отнесли к Воинской волости. Согласно «…Памятной книжке Таврической губернии на 1892 год», в деревне Караджанай, составлявшей Караджанайское сельское общество, было 40 жителей в 9 домохозяйствах. По «…Памятной книжке Таврической губернии на 1900 год» в Караджанае числилось 42 жителя в 9 дворах. По Статистическому справочнику Таврической губернии. Ч.II-я. Статистический очерк, выпуск пятый Перекопский уезд, 1915 год, в деревне Караджанай Воинской волости Перекопского уезда числилось 5 дворов (3 двора с землёй, 2 — безземельные) с татарским населением в количестве 42 человек приписных жителей и 26 — «посторонних», из которых 37 мужчин и 31 женщина. Жители владели 4 десятинами удобной земли. В хозяйствах имелось 3 лошади и 2 коровы.
После установления в Крыму Советской власти, по постановлению Крымревкома от 8 января 1921 года № 206 «Об изменении административных границ» была упразднена волостная система, Перекопский уезд переименовали в Джанкойский, в котором был образован Ишуньский район, в состав которого включили село, а в 1922 году уезды получили название округов. 11 октября 1923 года, согласно постановлению ВЦИК, в административное деление Крымской АССР были внесены изменения, в результате которых округа были отменены, Ишуньский район упразднён и село вошло в состав Джанкойского района. Согласно Списку населённых пунктов Крымской АССР по Всесоюзной переписи 17 декабря 1926 года, в селе Караджанай, Армяно-Базарского сельсовета (в котором село состоит всю дальнейшую историю) Джанкойского района, числилось 19 дворов, из них 18 крестьянских, население составляло 98 человек, из них 50 украинцев, 39 татар и 9 русских. Постановлением ВЦИК от 30 октября 1930 года был восстановлен Ишуньский район и село, вместе с сельсоветом, включили в его состав. В 1932 году образован овцеводческий колхоз «Путь Ленина». Постановлением Центрального исполнительного комитета Крымской АССР от 26 января 1938 года Ишуньский район был ликвидирован и создан Красноперекопский район с центром в поселке Армянск (по другим данным 22 февраля 1937 года). На километровой карте РККА 1941 года в Караджанае обозначено 30 дворов.
С 25 июня 1946 года селение в составе Крымской области РСФСР. Указом Президиума Верховного Совета РСФСР от 18 мая 1948 года, Караджанай переименовали в Самокиши. 26 апреля 1954 года Крымская область была передана из состава РСФСР в состав УССР. Ликвидировано в период между 1968 годом, когда село ещё числилось в составе Армянского поссовета и 1977-м, когда Самокиши уже числились в списке упразднённых (как село Почётненского сельсовета).